# Настольный хоккей
Настольный хоккей (англ. tablehockey или boardhockey) — игра для двух участников, моделирующая хоккей с шайбой. Игра ведётся на механическом симуляторе либо в форме отдельной поляны — игрового поля, либо на специальном столе. Каждый из соперников ведёт партию за свою команду, управляя своими фигурками.
В русском языке настольным хоккеем обычно называются игры, в которых визуальная имитация хоккея с шайбой близка к полной, а фигурки управляются расположенными под игровым полем рычагами, позволяющими их вращать и передвигать по вырезанным в поле жёлобкам. Однако, особенно в Центральной Европе, под этим названием могут пониматься и любые другие игры, использующие игровое поле, раскрашенное под поле хоккея с шайбой. Наиболее известны из них аэрохоккей и бильярд-хоккей.
Настольный хоккей является не только игрой, но также и видом спорта, тем не менее, из-за несогласованности стандартов соревнования на площадках разных производителей обычно проводятся раздельно. Наиболее массовая и развитая система из них у Международной федерации настольного хоккея (ITHF), использующей поляны «Stiga». Она ежегодно проводит чемпионаты мира и Европы с отбором участников. Существует несколько других федераций, придерживающихся либо других производителей, либо сразу нескольких из них.

## История

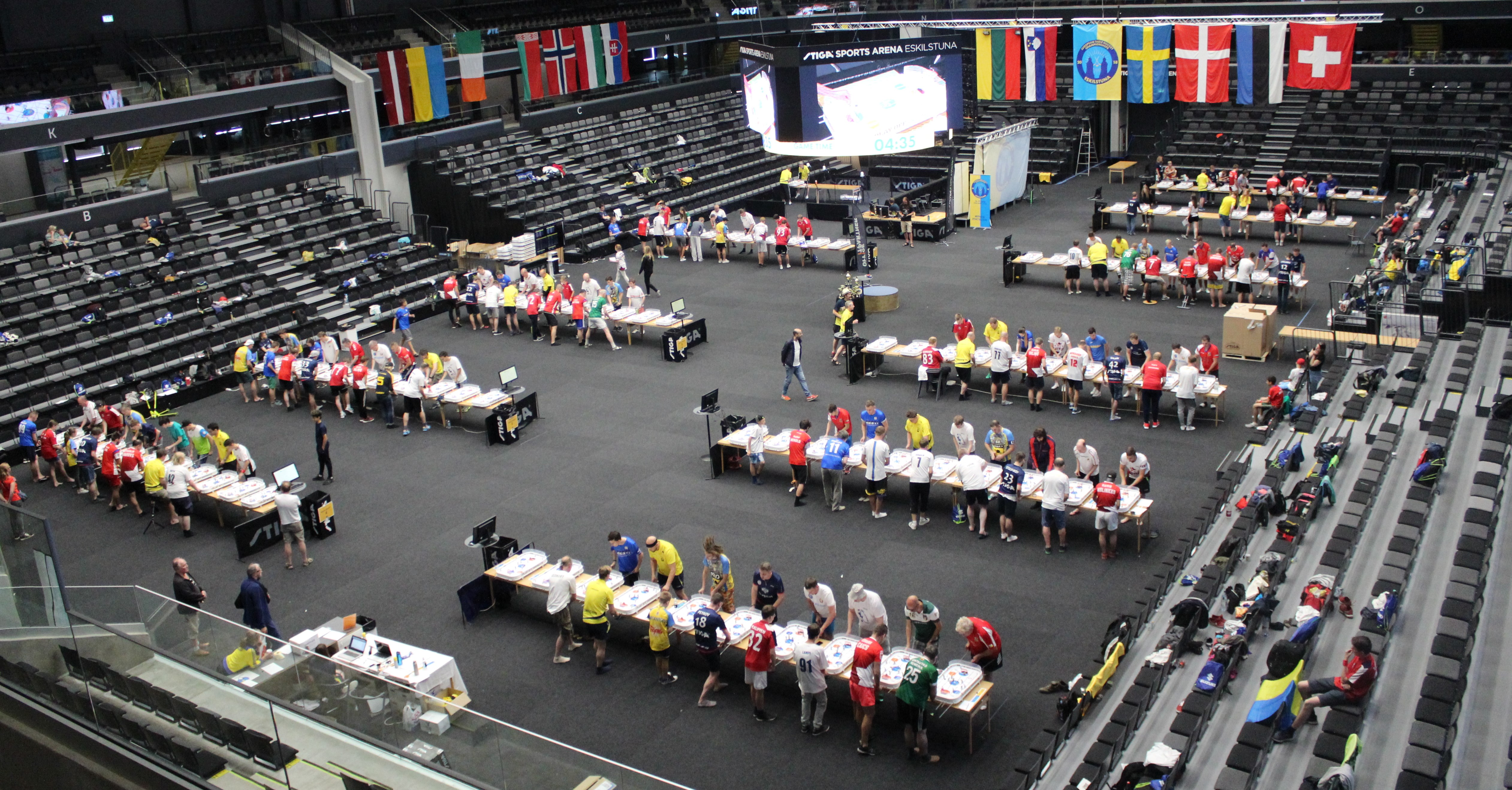
Чемпионат Европы в Эскильстуне, 2018 год.

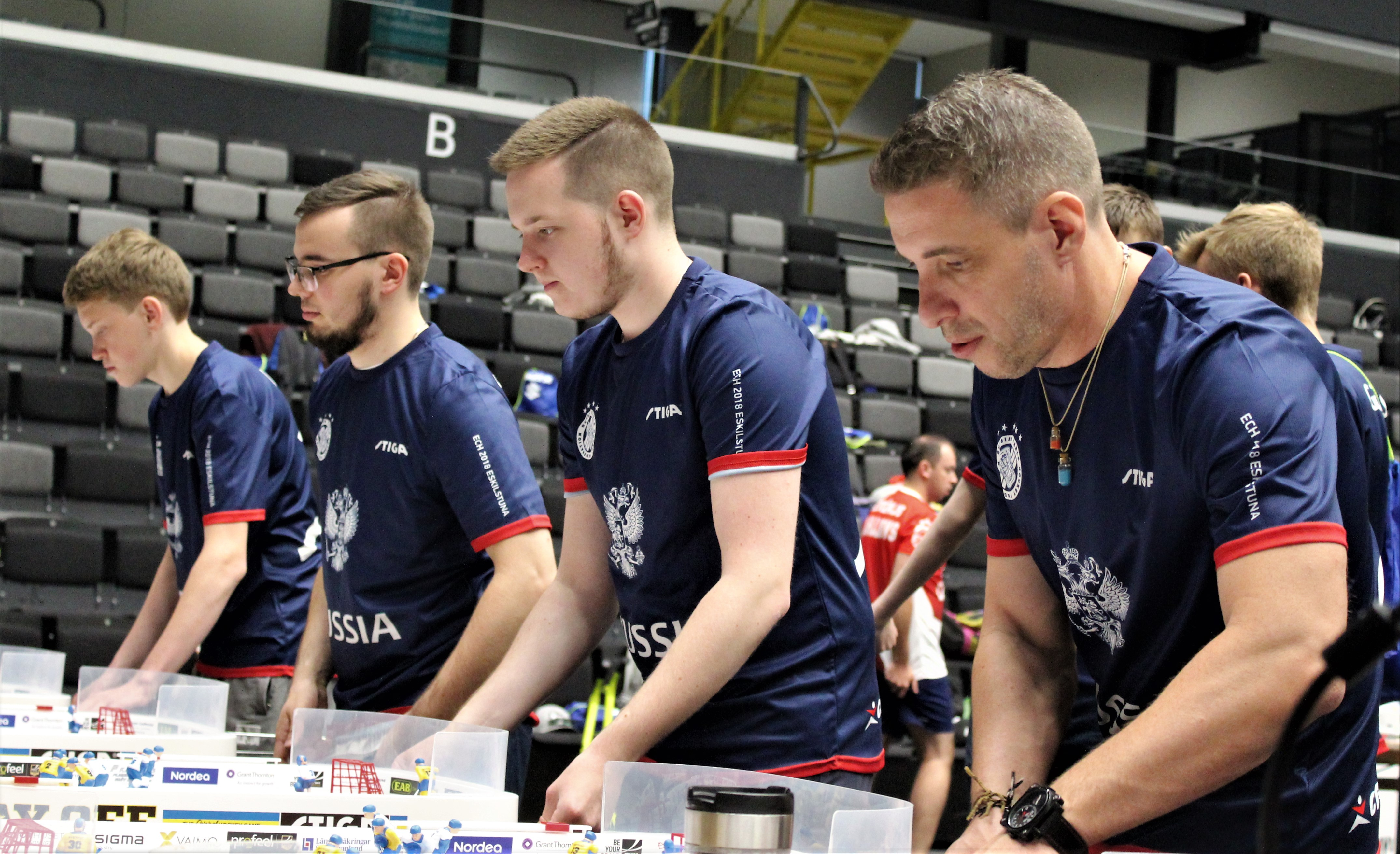
Российская сборная в 2018 году стала чемпионами Европы.

Есть немало утверждений о зарождении настольного хоккея в более ранние времена, но первая проверяемая информация о нём относится к 1932 году, в котором канадец Дональд Манро для домашних нужд создал свою деревянную модель настольного хоккея, видом, однако, больше напоминающую пинбол. Эта игра сейчас выставлена в Зале Хоккейной Славы в Торонто. Идею подхватили производители как в Северной Америке, так и в Швеции, и уже в 1934 году состоялся первый официальный матч. Идея проникла и в СССР, однако тогда не получила промышленного воплощения.
В 1948 году советский физиолог Николай Бернштейн обосновал связь тренировки мелкой моторики рук с развитием когнитивных навыков у детей; это стало поводом к созданию и запуску в производство детских игрушек, которые могли бы стимулировать развитие мелкой моторики. Одной из таких игрушек стал настольный хоккей, массовое производство которого началось в СССР. С 50-х годов как в мире, так и в СССР вид настольного хоккея стал приближаться к реалистичному изображению хоккея с шайбой.
В СССР в 1961 вышел короткий телесюжет, в котором Юрий Гагарин играл в настольный хоккей с хоккеистами. В 1964 году был создан мультфильм «Шайбу! Шайбу!». Производители настольного хоккея сделали персонажей мультфильма фигурками игроков. Выпуск настольного хоккея с этими персонажами в СССР продолжался вплоть до 1980-х годов.
Несмотря на популярность настольного хоккея как игрушки в разных странах, организация спортивных турниров началась нескоро. В 1971 году в Нью-Йорке был проведён турнир на полянах "Coleco", организаторами названный "чемпионатом мира по настольному хоккею". Начались серии турниров по США и Канаде. В 1975 году действующая в Северной Америке WTHA провела свой первый турнир по настольному хоккею на полянах "Munro". В Европе инициативу на себя взяли шведы, играющие на "Стиге". В 1982 году был проведён первый чемпионат Швеции, и в 1983 году "Стига" выпустила новую модель поляны, которая без больших изменений производится и сейчас. С 1989 года раз в два года на "Стиге" же проводятся чемпионаты мира, на которых поначалу абсолютно доминировали шведы и лишь лет через 15 это стало меняться.
В 2005 году была формально зарегистрирована Международная федерация настольного хоккея, принявшая на себя все крупные соревнования на площадках "Stiga".

## Виды

### Stiga
Поляны шведской фирмы "Stiga" являются основным стандартом для международных соревнований по настольному хоккею. Руководит ими ITHF, ежегодно проводящая чемпионаты мира либо Европы, а также утверждающая календарь Мирового тура — 23 турниров в 17 странах (в сезоне 2019/2020 гг.). Национальные федерации и входящие в них клубы так же проводят много своих турниров.
С 2019 года чемпионом мира и Европы является россиянин Максим Борисов.

### Coleco

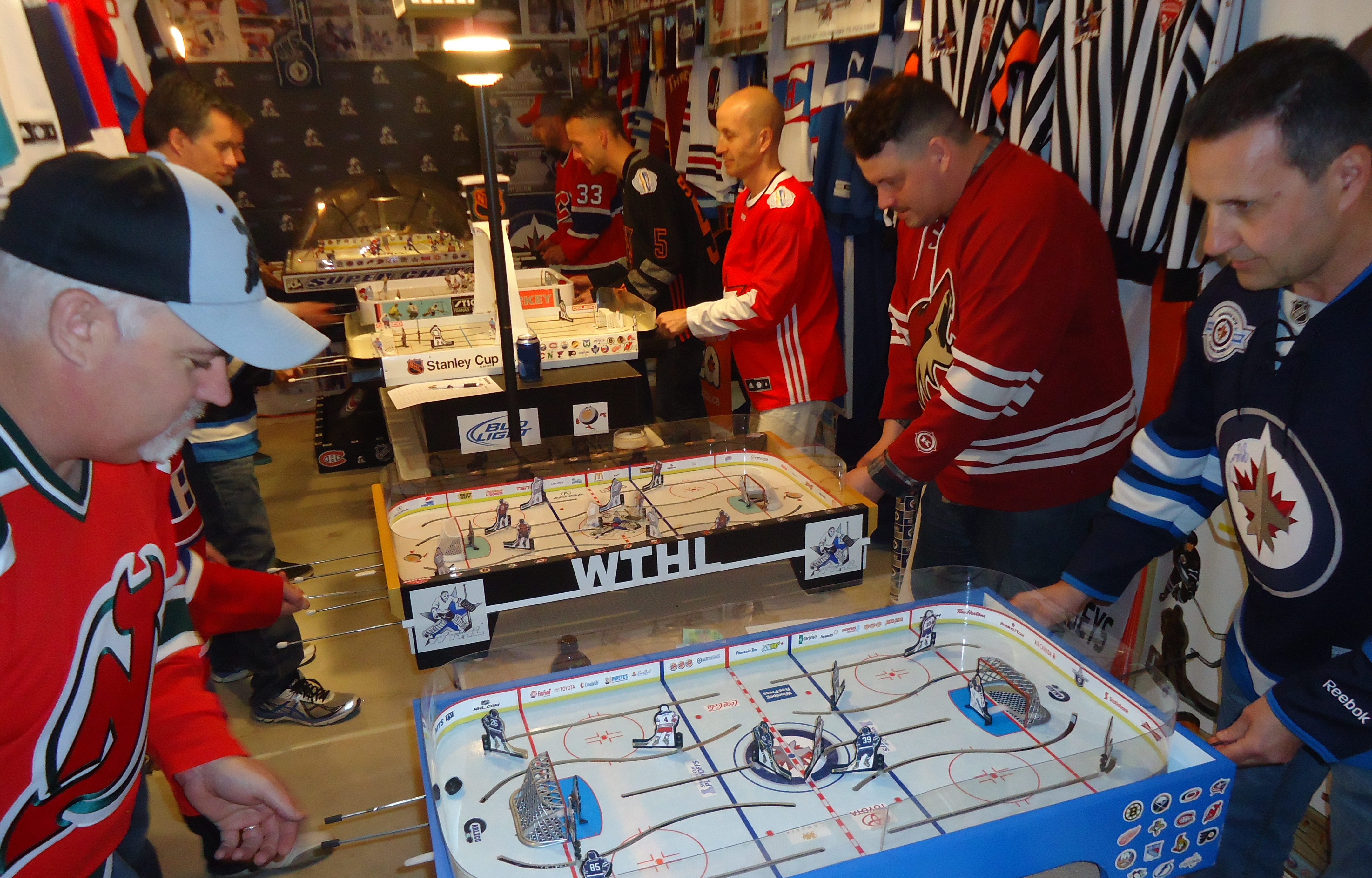
Настольный хоккей "Колеко". Игры Виннипегской лиги настольного хоккея.

Популярный в Северной Америке стандарт, несмотря на давнее (1988) прекращение производства. В начале деятельности был известен под названием "Eagle", действует с 1954 года. У этих полян, поддерживаемых энтузиастами и коллекционерами в игровом состоянии, также имеется собственная настольно-хоккейная федерация NTHL, проводящая серию из 9 соревнований в год в разных городах континента. Канадская АНХ же признаёт два стандарта — Стигу и Колеко и определяет по ним отдельные рейтинги.

### Bubble hockey
Ведущий производитель — "Super Chexx". Отличительной особенностью является прозрачный купол, накрывающий поляну, и механизм для ввода шайбы в игру через него. Производится в основном для публичных мест, часто снабжен механизмом оплаты игры. Весьма дорог. Популярен в Северной Америке. Имеется своя федерация IBHF, но активнее её Национальная Ассоциация Бабл-хоккея (National Bubble Hockey Association), которая свои соревнования называет чемпионатом мира по бабл-хоккею (или "пузырьному хоккею").

### Луч

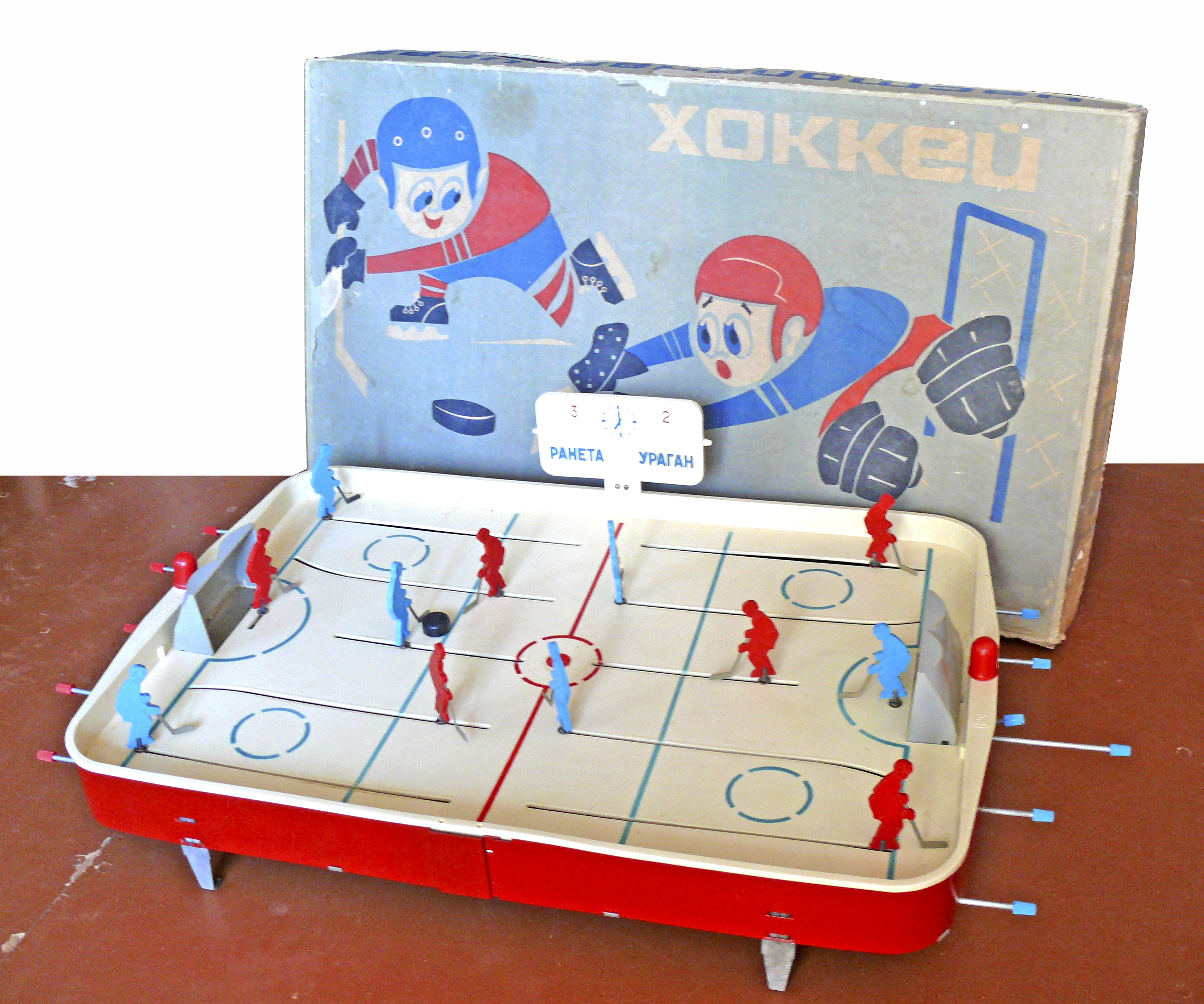
Настольный хоккей "Луч" советского производства. Имеет электрическую систему фиксации забитого гола

Старая советская модель, на которой начинали играть многие нынешные экс-советские ветераны настольного хоккея, отличается долгим сроком службы. В нулевых были попытки реанимации соревнований на этом стандарте, но они не были продолжены. По-прежнему производится, с незначительными изменениями по сравнению со советской моделью.

### Chemoplast
Чешские поляны "Chemoplast" мельче других широко известных стандартов. На них свои многовидовые чемпионаты мира и Европы, на которых турниры по "Хемопласту" считаются одной из дисциплин, проводит европейская WTHA.

### Другие производители

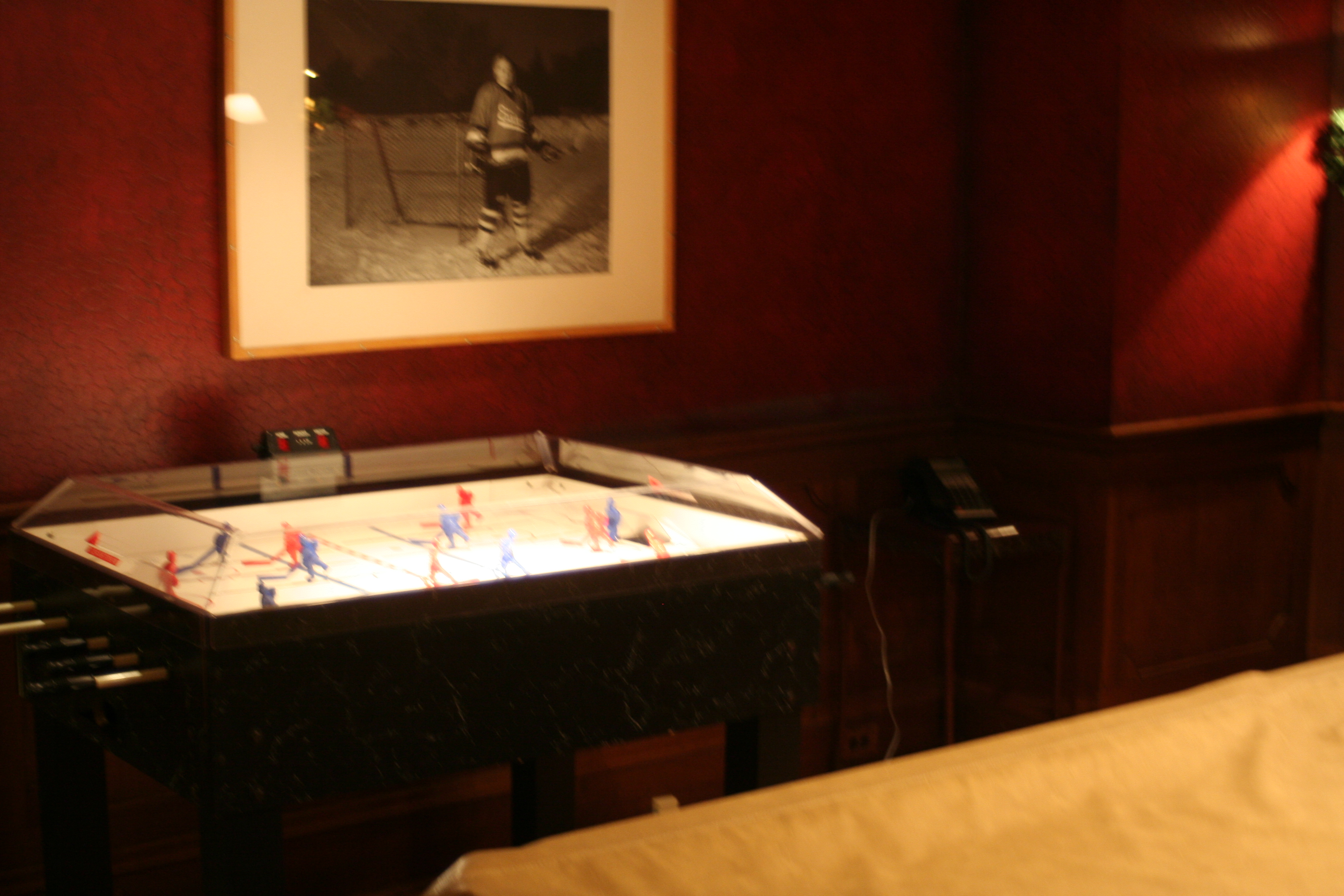
Настольный хоккей в резиденции губернатора Миннесоты, США (2007).

Турниры проводятся и на других моделях настольного хоккея, обычно — в Северной Америке, но популярность их невелика. В частности, в Сети можно найти видео с турниров на полянах "Benej" и "Munro".

### Необычные варианты
В мурманском регионе была совершена попытка распространить игру в магнитный хоккей, где не использовались направляющие жёлобки, а вместо них фигурками управляли стержнями с магнитами, причём с каждой стороны на шесть фигурок было трое играющих. В настоящий момент турниров по нему больше не проводятся. Похожие варианты магнитного хоккея создавались и в других странах.
В Северной Америке производился также маленький электрический вариант без рычагов.

## Отношения с хоккеем с шайбой
Хотя по сути шайбовый и настольный хоккей роднят только внешний вид полян и историческое использование настольным хоккеем наработанной его ледовым вариантом популярности, некоторые взаимовыгодные контакты существуют. Настольный хоккей является естественным развлечением болельщиков на аренах в перерывах игр, а также способом популяризации хоккея с шайбой среди детей. Некоторые комбинации настольного хоккея называются по именам хоккеистов с шайбой, а на тренировках последних настольный хоккей используется не только для развлечения, но и для демонстрации комбинаций. Популярный стандарт "Стига" был разработан со значимым участием известного шведского хоккеиста Свена Юханссона.

## Настольный хоккей в России
В России развитыми в плане настольного хоккея являются Санкт-Петербург, Москва, Курск, а также Нижний Новгород, Казань, Череповец, Тула, Архангельск, Новосибирск и Новокузнецк. Во всех этих городах обычно играют по правилам ITHF, хотя в первом из них проводятся игры и по правилам WTHA. Общероссийской национальной федерацией является Российская федерация настольного хоккея (РФНХ), по юридическим причинам зарегистрированная под именем Региональной федерации настольного хоккея. Она курирует все крупные турниры в России, оставляя все остальные вопросы на усмотрение местных федераций и объединений.
В России проводятся или были проведены следующие крупные соревнования по настольному хоккею:
- 10-й чемпионат мира ITHF проходил в Москве в июне 2007 года, а 14-й — в Санкт-Петербурге в июне 2015 года.
- Ежегодные популярные турниры по состоянию на сезон 2018/2019 гг.: один раз в сезон Кубки Москвы, Санкт-Петербурга и Курска, а также турнир "Московские мастера" для подготовки сборной, пять раз Открытый Чемпионат России (ОЧР) в Москве и Санкт-Петербурге, семь раз Открытый Кубок России (ОКР) в разных городах[32].

## Турнирные правила и формулы проведения соревнований
Турнирные правила соревнований, как правило, близки к принятым ITHF международным правилам игры на "Стиге". Регламенты конкретных соревнований могут иметь либо мелкие отличия, либо дополняться какими-то своими особенностями, диктуемыми традицией или конструкцией полян. В зависимости от численности играющих и прочих обстоятельств могут применяться различные турнирные схемы, такие как круговой турнир, олимпийская система, их смесь и другие.

### Сокращённые правила игры

#### (не являются официальными и используются только для любительских игр на "Стиге")
1. Игроки должны вести себя согласно спортивной этике. Как правило, игры не обслуживаются специальными судьями и игроки должны судить себя сами.
2. Игра длится пять минут. Время не останавливается при вылете шайбы за пределами поля и после забития гола. Время может быть остановлено при починке поляны или соглашению игроков при непредвиденной ситуации.
3. Игра проводится на неподвижно закреплённых полянах. В воротах не используется пластмассовая сетка, включённая в комплекты старых моделей. Нижняя часть ворот может быть модифицирована для уменьшения отскоков шайбы из ворот.
4. В начале игры вбрасывание происходит, ставя шайбу в центре поля и начиная по сигналу. Все другие вбрасывания тоже проводятся в центре, но сверху, держа шайбу 5 см над головами фигурок. Оба центральных нападающих в момент вбрасывания должны быть оттянуты назад до упора, защитники располагаться ближе синей линии и вбрасывание может быть произведено только при готовности обоих противников.
5. В случае перерыва игры вбрасывание проводится, если в момент перерыва оба игрока могли коснуться шайбы. Если же её контролировал один из них, шайба остаётся у него.
6. Взятие ворот не засчитывается: 
  1. если шайба не осталась в воротах, а выскочила обратно;
  2. если ударено опорной ногой по шайбе, которую на жёлобок поставила та же фигурка (но засчитывается удар поднятой ногой с поворотом);
  3. раньше чем три секунды после вбрасывания, а также если шайба не коснулась других фигурок, кроме центра или голкипера, или борта, по прошествии этих трёх секунд;
  4. если шайба заброшена одновремённо со сигналом окончания матча (в случае сомнений гол не засчитывается);
  5. если шайба заброшена в момент, когда поляна потеряла устойчивость по вине атакующего игрока.
7. Гол считается, если во время его забития какая-либо фигурка сломалась или улетела.
8. Одна фигурка может держать шайбу не больше пяти секунд, не делая паса или броска. Если это время превышается, делается вбрасывание.
9. Фигурки, поднявшиеся вверх в ходе игры, можно поправить во время остановки игры или когда их игрок контролирует шайбу, учитывая правило 5 секунд. Во время поправления нельзя одновремённо играть.
10. Если шайба остановилась на линии ворот игрока и он не уверен, что сможет её вратарём взять, он вправе заявить "Блок" и произвести вбрасывание в центре.
11. Если игрок в течение 30 секунд после начала матча не явился на игру, ему засчитывается поражение со счётом 0:10.

На турнирах для спортсменов используются значительно подробнее разработанные правила.